# Müritzeum

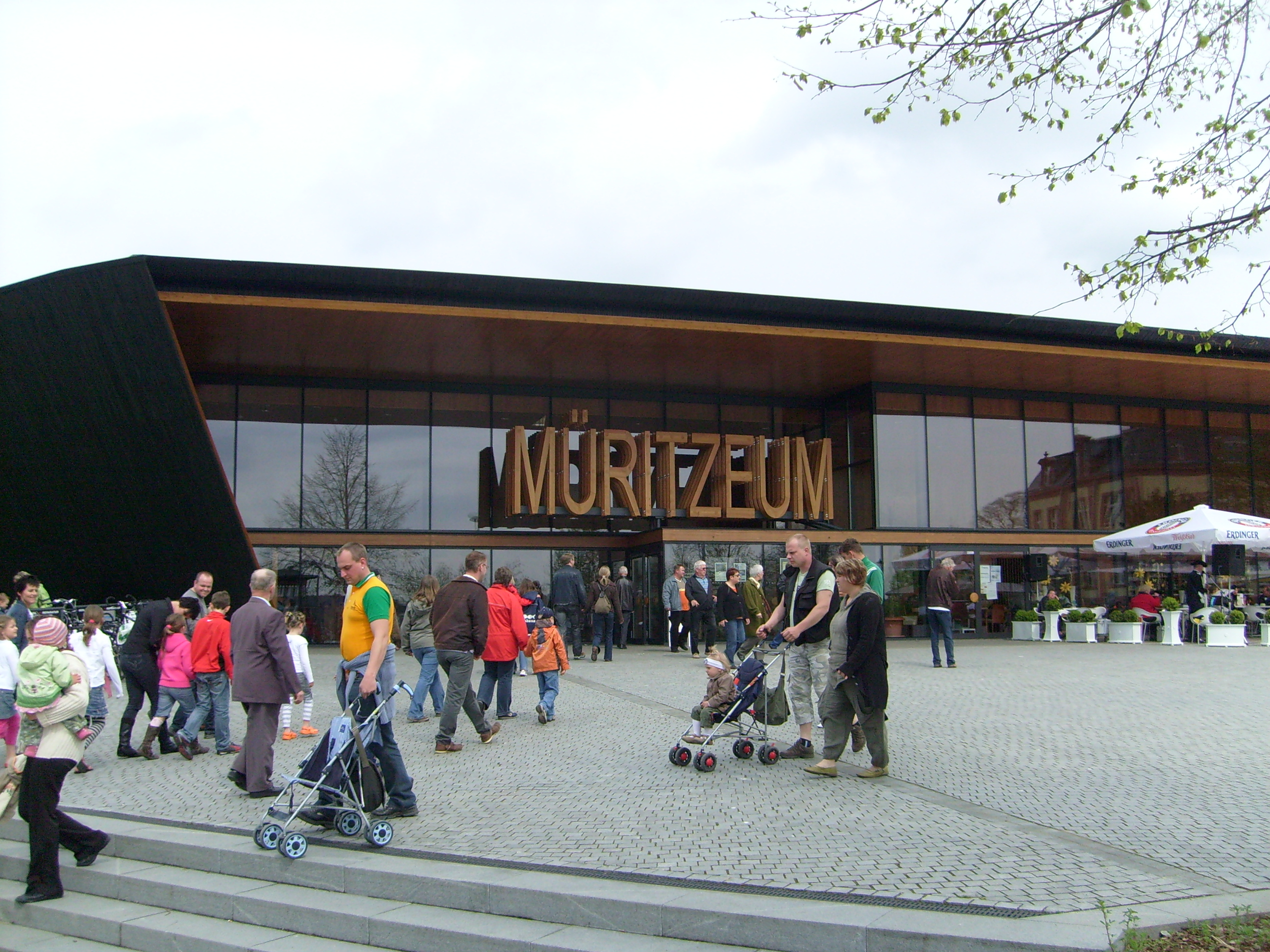
Müritzeum i Waren

Müritzeum är en upplevelseanläggning för allmänheten vid den tyska sjön Müritz, i delstaten Mecklenburg-Vorpommern. Anläggningen ligger i anslutning till Müritz-Nationalpark, nära staden Waren och kommer att invigas våren 2007. Den skall rymma utställningar om djur och natur i området, samt ha restaurangverksamhet. Byggnaden, som ritades av svenske Gert Wingårdh, består av en unison kropp, något nedsänkt vid sjöstranden. Från en källarvåning kommer besökarna att kunna studera fiskarna i sjön genom en glasvägg. Fasaden saknar för övrigt nästan helt fönster och är utförd i bränt lärkträ.